# Mecistocephalus diversisternus
Mecistocephalus diversisternus är en mångfotingart som först beskrevs av Filippo Silvestri 1919.  Mecistocephalus diversisternus ingår i släktet Mecistocephalus och familjen storhuvudjordkrypare.
Artens utbredningsområde är Taiwan. Inga underarter finns listade i Catalogue of Life.